# Cyril Mackworth-Praed
Cyril Winthrop Mackworth-Praed (21 de septiembre de 1891 – 30 de junio de 1974) fue un tirador deportivo inglés, que compitió en los Juegos Olímpicos de París 1924,
y en los Juegos Olímpicos de Helsinki 1952.
En 1924 ganó la medalla de oro como miembro del equipo británico en el equipo que ejecuta ciervos, evento de dobles golpes. También ganó dos medallas de plata en la competencia de ciervos, tiros individuales y dobles tiros.
En tales Juegos Olímpicos de París 1924, también participó en los siguientes eventos:
- Tiro del equipo masculino de 100 metros de ciervos, tiros simples - cuarto lugar
- Tiro al plato por equipos - octavo lugar
- Tiro al plato individual - resultado desconocido

También fue un conocido ornitólogo y entomólogo, especializado en aves de África y autor del "Manual de las Aves de África", en siete volúmenes.

## Obra

### Algunas publicaciones
- cyril Winthrop Mackworth-Praed, claude henry Baxter Grant. 1962. Birds of the Southern Third of Africa, v. 2. African Handbook of Birds. ser. 2. v. 1. Ed. Longmans, 688 p.

- -------------------------------------------, ----------------------------------. 1970. Birds of West Central and Western Africa, v. 1. African handbook of birds. Edición ilustrada de Longmans, 671 p. ISBN 0582031133, ISBN 9780582031135

- -------------------------------------------, ----------------------------------. 1980. Birds of eastern and north eastern Africa, v. 1. Tropical Agriculture Series, 2ª edición ilustrada, de Longman, 836 p.

## Abreviatura (zoología)
La abreviatura Mackworth-Praed  se emplea para indicar a Cyril Mackworth-Praed como autoridad en la descripción y taxonomía en zoología.